# Achterbahn (Dokumentarfilm)
Achterbahn ist ein Dokumentarfilm von Peter Dörfler aus dem Jahr 2009. Der Film schildert das Leben der Schaustellerfamilie Witte und wurde auf den 59. Internationalen Filmfestspielen in Berlin gezeigt. Kinostart in Deutschland war der 2. Juli 2009.

## Handlung
Das Leben der Familie Witte wird in diesem Film von den Anfängen als Schausteller bis zu aktuellen Ereignissen geschildert. Beginnend von Tätigkeiten auf Rummelplätzen in Deutschland, Süd- und Osteuropa erzählt der Film im Schwerpunkt die Neugründung des Berliner Spreeparks und das gescheiterte Auswandern nach Peru. Aufgrund von aufgedeckten Drogengeschäften wurden Norbert und Marcel Witte in Deutschland bzw. Peru verhaftet. Während Norbert Witte zwischenzeitlich aus der Haft entlassen wurde, sitzt sein Sohn Marcel weiterhin zu 20 Jahren verurteilt im Gefängnis in Lima ein. Trotz Bemühungen in Deutschland und einer vom Filmteam begleiteten Reise von Pia und Sabrina Witte nach Peru zeichnet sich indes nicht ab, dass der Sohn frühzeitig entlassen oder nach Deutschland ausgeliefert wird.

## Kritik
„Fesselt der Film schon allein durch die turbulente Vita der zentralen Person, gewinnt er zusätzlich durch seine Sensibilität im Umgang mit den Protagonisten sowie seine bestechende formale Gestaltung, nicht zuletzt die atmosphärische Kameraarbeit. Das ebenso spannende wie dichte Porträt einer widerspruchsvollen Persönlichkeit.“